# Olivier Hinse
Olivier Hinse (født 2. marts 1991) er en canadisk ishockeyspiller. Han spiller i øjeblikket for Aalborg Pirates.

## Aalborg Pirates (2017-18)
Han spillede 69 kampe og scorede 26 mål.